# Iide (Estland)
Iide is een plaats in de Estlandse gemeente Saaremaa, provincie Saaremaa. De plaats heeft de status van dorp (Estisch: küla).
Tot in oktober 2017 was Iide de hoofdplaats van de gemeente Torgu. In die maand ging Torgu op in de fusiegemeente Saaremaa.

## Bevolking
Het dorp had 42 inwoners op 31 december 2011 en 41 inwoners op 31 december 2021.

## Ligging
Iide ligt op het schiereiland Sõrve, onderdeel van het eiland Saaremaa.

## Geschiedenis
IIde werd voor het eerst genoemd in 1811 onder de naam Ide Ado. Het lag op het landgoed van Torgu. Het bestuurscentrum van het landgoed was het in 1853 opgeheven dorp Torgu. De plaats waar het landhuis heeft gestaan, ligt nu in Laadla, de orthodoxe kerk en het kerkhof liggen in Iide.
De Russisch-Orthodoxe Kerk van de Apostel Johannes (Torgu Apostel Johannese kirik) werd in 1944, tijdens de Tweede Wereldoorlog, door oorlogshandelingen vernield en is niet meer herbouwd.
In 1977 werd Iide samengevoegd met een deel van het buurdorp Mõisaküla tot een dorp Torgu. In 1997 werden Iide en Mõisaküla weer afzonderlijke dorpen en verdween Torgu opnieuw van de landkaart.
De Russische fotograaf Karl Boella woonde tussen 1918 en zijn dood in 1929 in Iide.

## Foto's

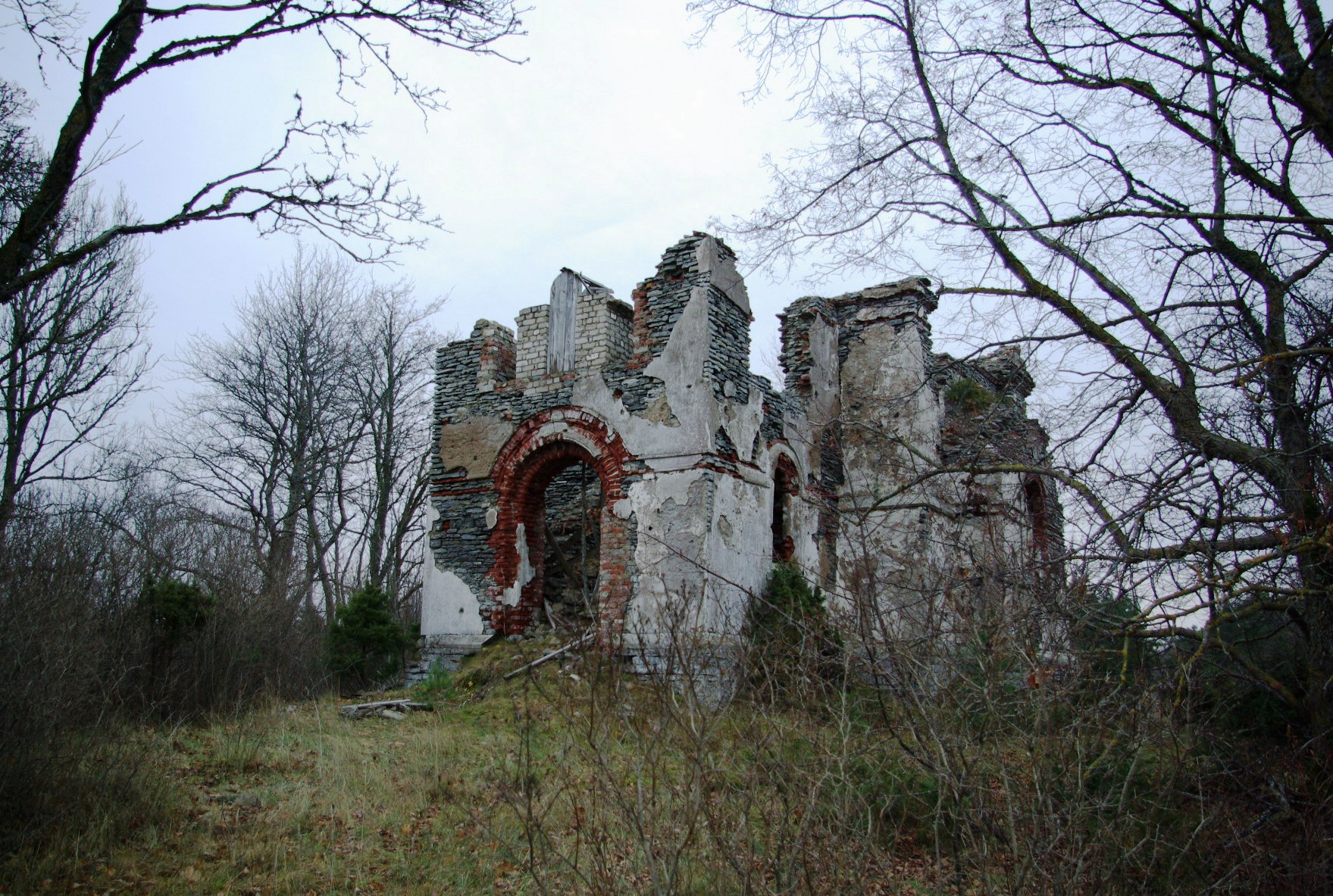
Ruïne van de orthodoxe kerk
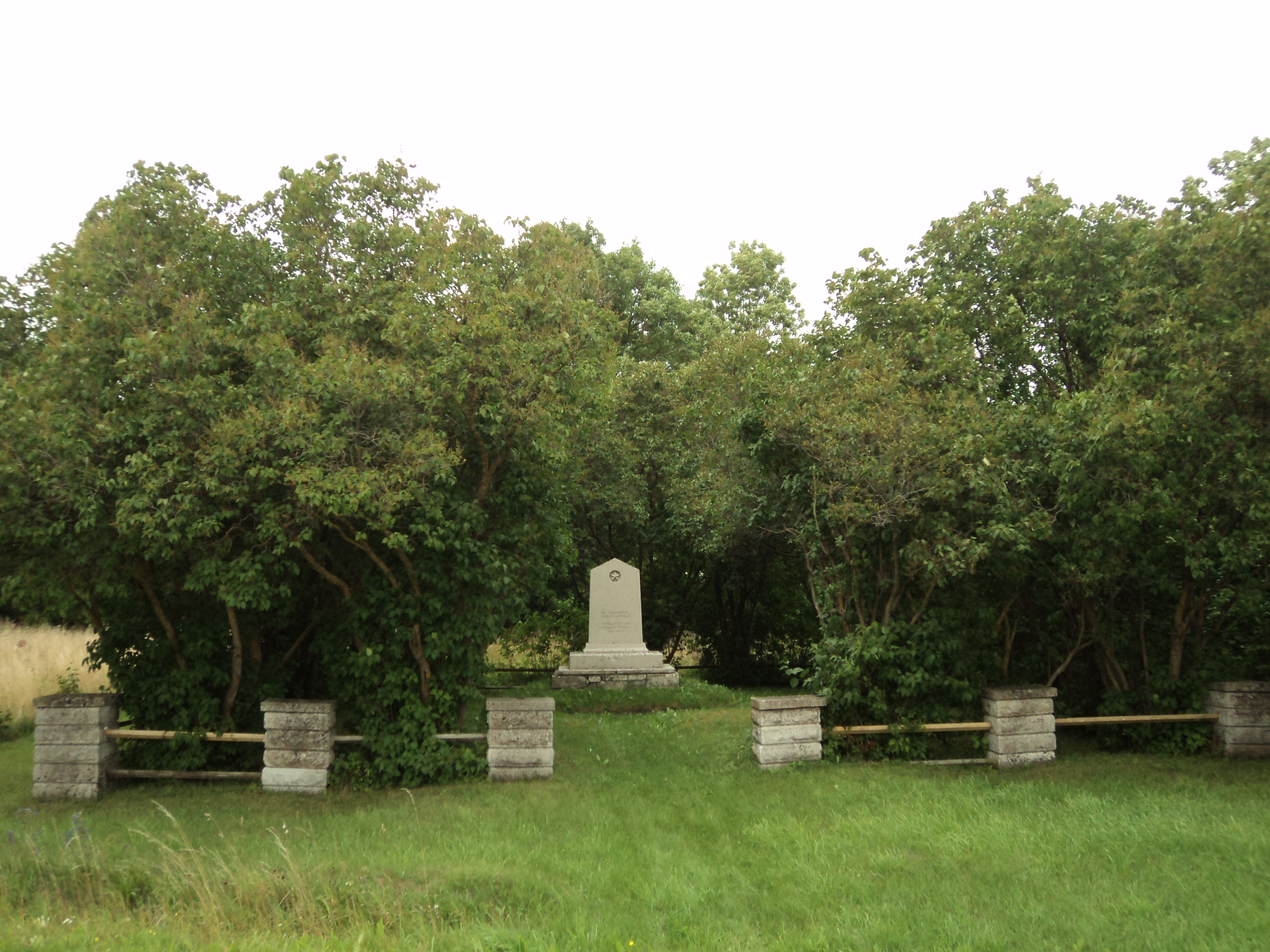
Monument voor de gevallen Sovjetsoldaten in de Tweede Wereldoorlog op het kerkhof van IIde
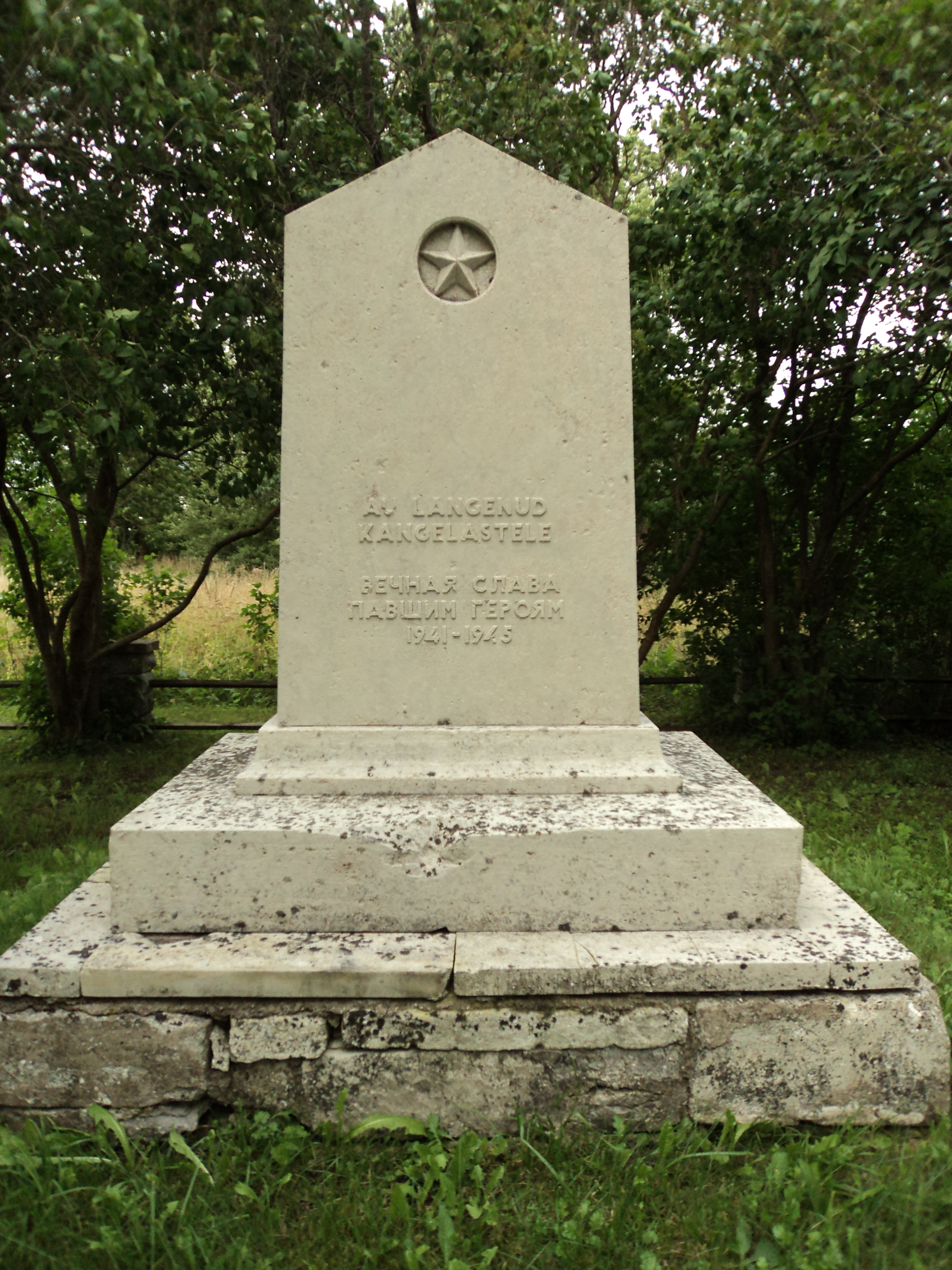
Voorzijde van het monument, ‘Eeuwige roem voor de gevallen helden’
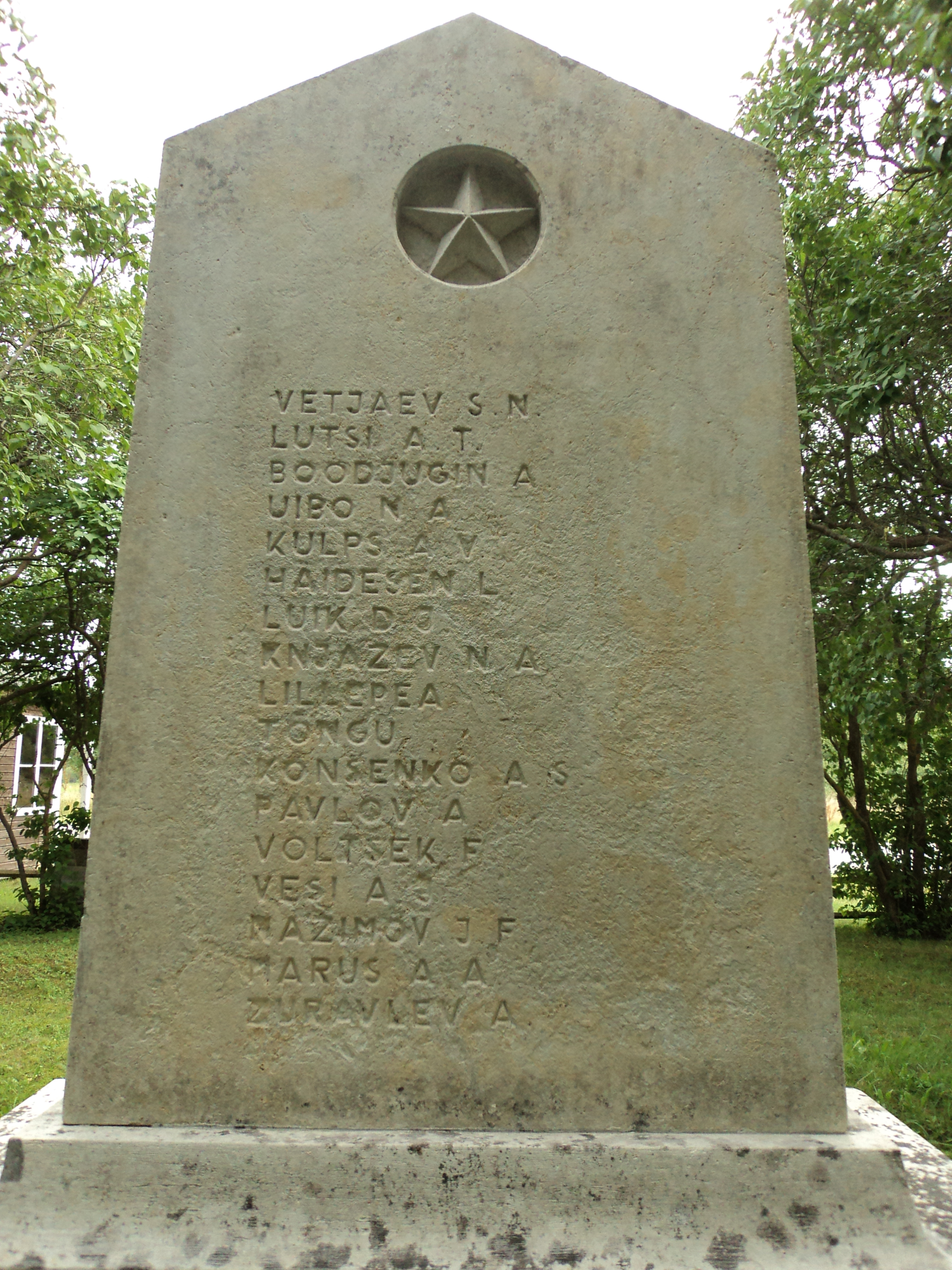
Namen van de gevallenen
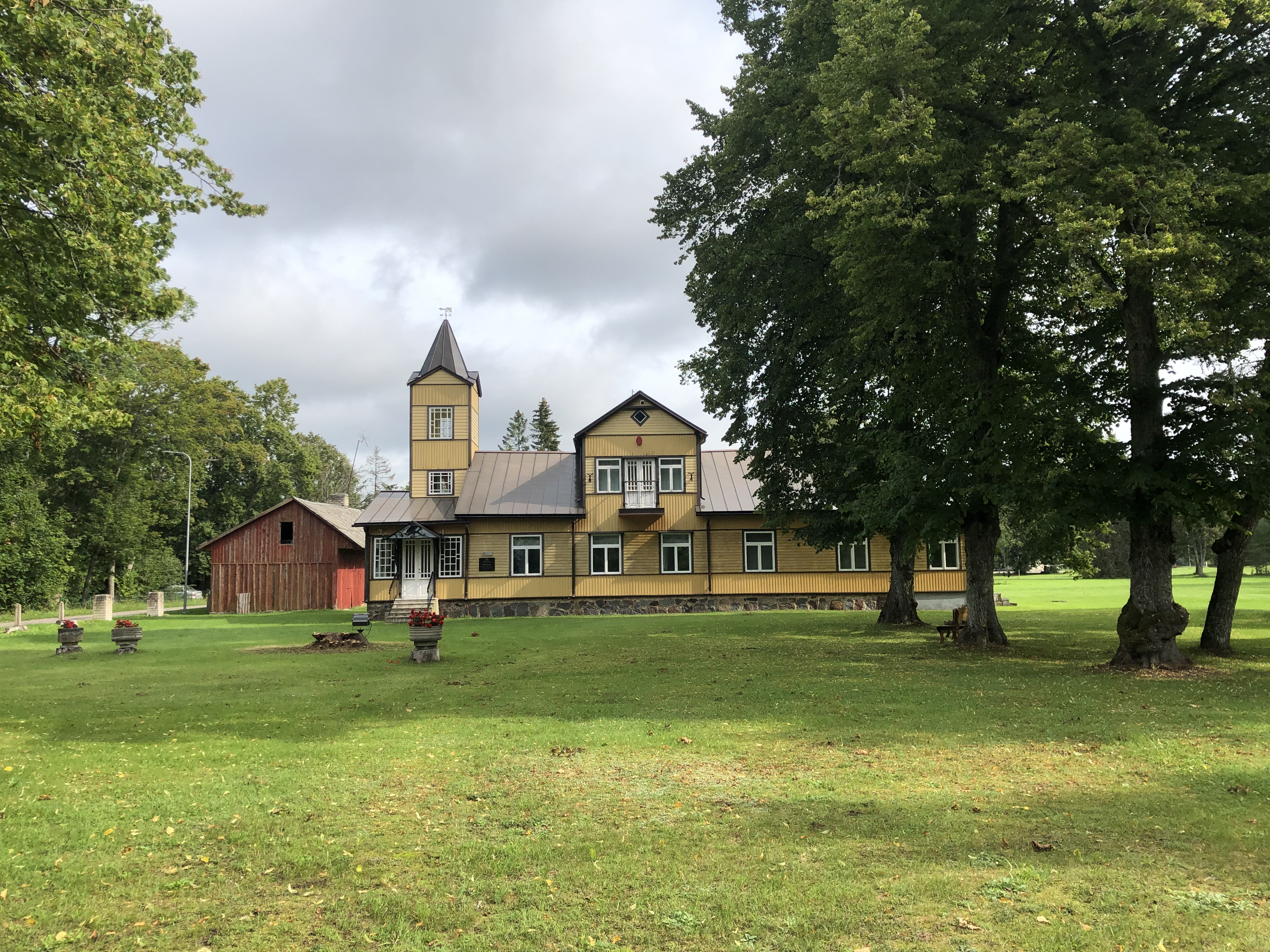
Huis van Karl Boella